# Medesicaste
Medesicaste – rodzaj widłonogów z rodziny Chondracanthidae. Nazwa naukowa tego rodzaju skorupiaków została opublikowana w 1863 roku przez duńskiego badacza fauny morskiej Henrika Nikolaia Krøyera.

## Gatunki
- Medesicaste penetrans Heller, 1865
- Medesicaste triglarum Krøyer, 1863